# Papestra quadriposita
Papestra quadriposita là một loài bướm đêm trong họ Noctuidae.